# Оранжевобуза астрилда
Оранжевобуза астрилда (Estrilda melpoda) е вид птица от семейство Estrildidae.

## Разпространение
Видът е разпространен в Ангола, Бенин, Буркина Фасо, Бурунди, Габон, Гамбия, Гана, Гвинея, Гвинея-Бисау, Екваториална Гвинея, Замбия, Камерун, Демократична република Конго, Република Конго, Кот д'Ивоар, Либерия, Мали, Мавритания, Нигер, Нигерия, Руанда, Сенегал, Сиера Леоне, Того, Централноафриканската република и Чад.